# Ceremonials
Ceremonials – drugi album londyńskiej grupy indiepopowej Florence and the Machine. Wydawnictwo ukazało się 28 października 2011 roku nakładem wytwórni muzycznej Island Records. Płyta zadebiutowała na 1. miejscu listy sprzedaży w Wielkiej Brytanii.

## Rozwój
Magazyn NME potwierdził, że po nagraniu utworu „Heavy in Your Arms” na potrzeby soundtracku do The Twilight Saga: Eclipse, piosenkarka Florence Welch weszła do studia na dwa tygodnie, aby nagrywać z producentem Paulem Epworthem, z którym pracowała podczas nagrywania debiutanckiej płyty Lungs w 2009 roku. Powiedziała, że dwa nagrania, które zostały nagrane były inspirowane przez naukę, ponieważ „wiele jej rodziny to lekarze i próbuje stać się lekarzem, więc wiele jej rozmów kojarzy się z medycyną”. Utwór „Strangeness and Charm” (zawarty w wersji deluxe edition) został nagrany jako pierwszy na tę płytę, 2 maja 2010 roku w Olympia Theatre w Dublinie w Irlandii podczas trasy koncertowej zespołu. Welch zaśpiewała go na żywo po raz pierwszy w Hammersmith Apollo podczas kolejnego koncertu z jej trasy koncertowej. Piosenkarka opisuje piosenkę jako „dość nieustanne siedem minut” oraz „taneczną, ciężkie bębny, bas i buczenie”.
17 lutego 2011 roku w wywiadzie dla strony internetowej Gibson Guitar, gitarzysta Rob Ackroyd powiedział: „Praca nad drugim albumem rozpoczęła się z Paulem Epworthem i nie ma mowy, żeby wydać go w przełomie kwietnia lub maja”. W czerwcu 2011, Epworth powiedział w wywiadzie dla BBC 6 Music, że album będzie prawdopodobnie gotowy „do końca lipca” i będzie „o wiele mniej indie, ale więcej ducha” Dodał również, że istnieje szesnaście piosenki do umieszczenia na albumie, ale nie wiadomo, czy wszystkie znajdą się na płycie.
Podczas tournée w Ameryce Północnej, Florence and the Machine, 12 czerwca 2011 roku po raz pierwszy zaprezentowali singel „What the Water Gave Me” w Greek Theatre w Berkeley w Kalifornii. 23 sierpnia 2011 utwór ukazał się na iTunes jako singel z najnowszego albumu grupy, a na oficjalnym kanale VEVO w serwisie YouTube pojawił się teledysk.

## Tło i inspiracja
Recenzentka Guardiana napisała, że „nowa płyta jest bardziej 'amerykańska', z klimatami R&B spod znaku Franka Oceana oraz transowymi syntezatorami w kilku momentach. Poza tym jednak to stara Florence: demony, rumaki, modlitwy”. Welch powiedziała o piosence „No Light, No Light”, że chciała nią powiedzieć symboliczne „przepraszam”, a często, gdy chce coś powiedzieć konkretnej osobie, musi to zaśpiewać tysiącom. Tak radzi sobie z brakiem komunikacji w związkach. Piosenkę „Seven Devils” zainspirowała książka Chestera Himesa „If He Hollers Let Him Go”. „Shake It Out” zostało pisane na ogromnym kacu piosenkarki, a w pół godziny udało się jej wygnać z głowy wszystkie demony minionej nocy. „Never Let Me Go” opowiada o początku i o końcu; o intencjach i o tym, co z nich wychodzi, że być może produkt finalny wcale nie jest taki zły, jak nam się wydaje. „Only If for a Night”
zainspirował niezwykły sen z udziałem nieżyjącej od wielu lat babci Florence Welch, w którym udziela jej praktycznych rad dotyczących kariery. Pierwszy singel z albumu „What The Water Gave Me”, Welch napisała inspirując się
wizją Virginii Woolf, która z kamieniami w kieszeniach płaszcza idzie w kierunku rzeki, by dać się jej pochłonąć.

## Odbiór

### Sukces komercyjny
Ceremonials zadebiutował jako numer jeden w UK Albums Chart, sprzedając około 38 tysięcy egzemplarzy w pierwszych dwóch dniach od premiery płyty, a 90 tys. egzemplarzy w pierwszym tygodniu. Album zadebiutował również na pierwszym miejscu w Australii, Irlandii i Nowej Zelandii i zdobył status złotej płyty w Australian Recording Industry Association (ARIA) w pierwszym tygodniu sprzedaży. W Stanach Zjednoczonych album znalazł się na szóstej pozycji w notowaniu Billboard 200, sprzedając się łącznie w ilości 105 tys. egzemplarzy. 18 października 2011 British Phonographic Industry (BPI) poinformował, że album zdobył status złotej płyty, czyli sprzedało się 100 tys. kopii.

## Single
- „What the Water Gave Me” został wydany 23 sierpnia jako pierwszy singel z albumu Ceremonials. Piosenka osiągnęła umiarkowany sukces na listach przebojów, debiutując w UK Singles Chart na 24. miejscu[29].
- „Shake It Out” to drugi singel, wydany 14 września 2011 roku[30]. 6 listopada grupa zaśpiewała tę piosenkę w ósmym sezonie programu The X Factor w Wielkiej Brytanii[31].

## Lista utworów
| Nr  | Tytuł utworu              | Tekst                        | Muzyka  | Długość |
| --- | ------------------------- | ---------------------------- | ------- | ------- |
| 1.  | „Only If for a Night”     | Florence Welch, Paul Epworth | Epworth | 4:58    |
| 2.  | „Shake It Out”            | Welch, Epworth               | Epworth | 4:37    |
| 3.  | „What the Water Gave Me”  | Welch, Francis White         | Epworth | 5:33    |
| 4.  | „Never Let Me Go”         | Welch, Kid Harpoon, Epworth  | Epworth | 4:31    |
| 5.  | „Breaking Down”           | Welch                        | Epworth | 3:49    |
| 6.  | „Lover to Lover”          | Welch                        | Epworth | 4:02    |
| 7.  | „No Light, No Light”      | Welch, Isabella Summers      | Epworth | 4:34    |
| 8.  | „Seven Devils”            | Welch, Epworth               | Epworth | 5:03    |
| 9.  | „Heartlines”              | Welch, Epworth               | Epworth | 5:01    |
| 10. | „Spectrum”                | Welch, Epworth               | Epworth | 5:11    |
| 11. | „All This and Heaven Too” | Welch, Summers               | Epworth | 4:05    |
| 12. | „Leave My Body”           | Welch, Kid Harpoon, Epworth  | Epworth | 4:34    |
|     |                           |                              |         | 55:58   |

| Wersja deluxe | Wersja deluxe                    | Wersja deluxe  | Wersja deluxe         | Wersja deluxe |
| Nr            | Tytuł utworu                     | Tekst          | Muzyka                | Długość       |
| ------------- | -------------------------------- | -------------- | --------------------- | ------------- |
| 1.            | „Remain Nameless”                | Welch, Summers | Summers, Ben Roulston | 4:01          |
| 2.            | „Strangeness and Charm”          | Welch, Epworth | Epworth               | 5:16          |
| 3.            | „Bedroom Hymns”                  | Welch          | Epworth               | 3:02          |
| 4.            | „What the Water Gave Me” (Demo)  | Welch, White   | White                 | 3:53          |
| 5.            | „Landscape” (Demo)               | Welch, Epworth | James Ford            | 4:02          |
| 6.            | „Heartlines” (Acoustic)          | Welch, Epworth | Charlie Hugall        | 5:32          |
| 7.            | „Shake It Out” (Acoustic)        | Welch, Epworth | Hugall                | 4:12          |
| 8.            | „Breaking Down” (Acoustic)       | Welch          | Hugall                | 3:31          |
| 9.            | „What the Water Gave Me” (Video) |                |                       | 5:33          |

## Personel
Zespół
- Florence Welch – wokal, bas
- Rob Ackroyd – gitara
- Christopher Lloyd Hayden – wokal, perkusja, instrumenty perkusyjne
- Tom Monger – gitara basowa, harfa
- Mark Saunders – wokal, bas, gitara, instrumenty perkusyjne
- Isabella Summers – czelestę, chór, programowanie, fortepian, smyczki, syntezator, wokal

Dodatkowy personel

- Sian Alice – chórki
- Max Baillie – altówka
- Ben Baptie – asystent
- Tom Beard – fotografia
- Rusty Bradshaw – organy Hammonda, klawisze
- Bravo Charlie Mike Hotel – układ
- Bullion – programowanie
- Ian Burdge – wiolonczela
- Gillon Cameron – skrzypce
- Tabitha Denholm – kierownictwo artystyczne
- Tom Elmhirst – mieszanie
- Paul Epworth – producent
- Richard George – skrzypce
- Matty Green – asystent
- Sally Herbert – skrzypce
- Peter Hutchings – asystent inżyniera
- Ted Jensen – mastering
- Joseph Hartwell Jones – asystent inżyniera
- Rick Koster – skrzypce
- Oli Langford – skrzypce
- Henrik Michelsen – asystent inżyniera
- Lisa Maurów – chórki
- Ben Mortimer – A&R
- Jack Peñate – chórki
- Mark Rankin – inżynier, miksowanie
- Ben Roulston – wokal inżyniera
- Lucy Shaw – kontrabas
- Craig Silvey – mieszanie
- Mark „Spike” Stent – mieszanie
- Nikolaj Torplarsen – fortepian
- Jesse Ware – chórki
- Bryan Wilson – asystent
- Warren Zieliński – skrzypce

Opracowano na podstawie źródeł.

## Notowania i certyfikacje

### Tygodniowe notowania
| Listy (2011)                           | Najwyższe pozycje |
| -------------------------------------- | ----------------- |
| Australia (ARIA Charts)                | 1                 |
| Austria (IFPI)                         | 12                |
| Belgia (Ultratop Flandria)             | 4                 |
| Belgia (Ultratop Walonia)              | 11                |
| Chorwacja (HDU)                        | 6                 |
| Dania (Tracklisten)                    | 19                |
| Finlandia (Suomen virallinen lista)    | 26                |
| Francja (SNEP)                         | 31                |
| Grecja (IFPI)                          | 12                |
| Hiszpania (PROMUSICAE)                 | 25                |
| Holandia (MegaCharts)                  | 14                |
| Irlandia (IRMA)                        | 1                 |
| Kanada (Canadian Albums Chart)         | 4                 |
| Meksyk (MegaCharts)                    | 77                |
| Niemcy (Media Control Charts)          | 7                 |
| Norwegia (VG-Lista)                    | 6                 |
| Nowa Zelandia (RIANZ)                  | 1                 |
| Polska (OLiS)                          | 2                 |
| Portugalia (AFP)                       | 5                 |
| Szkocja (OCC)                          | 1                 |
| Szwajcaria (Schweizer Hitparade)       | 10                |
| Szwecja (Sverigetopplistan)            | 21                |
| Wielka Brytania (UK Albums Chart)      | 1                 |
| Stany Zjednoczone (Billboard 200)      | 6                 |
| Stany Zjednoczone (Rock Albums)        | 1                 |
| Stany Zjednoczone (Alternative Albums) | 1                 |
| Włochy (FIMI)                          | 19                |

| Państwo           | Status          |
| ----------------- | --------------- |
| Australia         | platynowa płyta |
| Kanada            | złota płyta     |
| Nowa Zelandia     | platynowa płyta |
| Polska            | platynowa płyta |
| Stany Zjednoczone | złota płyta     |
| Wielka Brytania   | platynowa płyta |

## Historia wydania
| Państwo           | Data                 | Wytwórnia                  | Edycja           |
| ----------------- | -------------------- | -------------------------- | ---------------- |
| Australia         | 28 października 2011 | Universal Music            | Standard, deluxe |
| Niemcy            | 28 października 2011 | Universal Music            | Standard, deluxe |
| Holandia          | 28 października 2011 | Universal Music            | Standard, deluxe |
| Polska            | 28 października 2011 | Universal Music            | Standard, deluxe |
| Irlandia          | 28 października 2011 | Island Records             | Standard, deluxe |
| Wielka Brytania   | 31 października 2011 | Island Records             | Standard, deluxe |
| Francja           | 31 października 2011 | Universal Music            | Standard, deluxe |
| Włochy            | 31 października 2011 | Universal Music            | Standard         |
| Kanada            | 1 listopada 2011     | Universal Music            | Standard, deluxe |
| Stany Zjednoczone | 1 listopada 2011     | Universal Republic Records | Standard, deluxe |
| Włochy            | 8 listopada 2011     | Universal Music            | Deluxe           |
| Brazylia          | 16 listopada 2011    | Universal Music            | Standard         |